# Euklas
Euklas är ett sällsynt berylliummineral med den kemiska sammansättningen BeAlSiO4(OH). Det tillhör gruppen nesosilikater. I vissa fall har mineralet ädelstenskvalitet. 

## Etymologi och historia
Mineralet upptäcktes första gången år 1792 i Orenburg i södra Ural i Ryssland. René Just Haüy gav det namnet euklas efter grekiskan εὖ, lätt, och κλάσις, brott.

## Egenskaper
Euklas har hårdhet enligt Mohs på 7½ och specifik vikt 3,0–3,1. Den är ljust blågrön till färgen, men ibland färglös. Den bildar korta eller långa prismor som är strierade på längden och har den för en ädelsten olämpliga egenskapen att spaltas lätt parallellt med en prismayta och måste därför aktas för stötar och stora temperaturväxlingar. Spaltningen gör att den är svår att slipa och polera.

## Förekomst
Euklas förekommer bland annat i bergarten pegmatit. Fyndorter är Boavista i Brasilien, Sanarkedalen i Ural, Österrike och Bayern. I Sverige har mineralet hittats i Kolsva fältspatsbrott i Västmanland.